# Hemipenthes ignea
Hemipenthes ignea är en tvåvingeart som först beskrevs av Macquart 1846.  Hemipenthes ignea ingår i släktet Hemipenthes och familjen svävflugor. Inga underarter finns listade i Catalogue of Life.